# Hockey Club Ambrì-Piotta 2009-2010
Questa è la rosa della stagione 2009/2010 del Hockey Club Ambrì-Piotta.
04  Ralph Bundi
05  Giacomo Casserini
10  Daniele Marghitola
22  Reto Kobach
23  Marc Gautschi
27  Fabian Stephan
28  David Schneider
53  Daniele Mattioli
11  Lovis Schönenberger
19  Claudio Isabella
43  Mauro Zanetti
45  Mirko Murovic
46  Paolo Duca (C)
47  Kirby Law
51  Grégory Christen
55  Alain Demuth
63  Mattia Bianchi
65  Reto Stirnimann
89  Roman Botta
91  Julian Walker
12   Claudio Neff (A)